# فرودگاه شهرستان هارلد
فرودگاه شهرستان هارلد (به انگلیسی: Harrold Municipal Airport) یک فرودگاه همگانی بهره‌برداری هوایی است که یک باند فرود آسفالت و چمن دارد و طول باند آن ۶۸۶ متر است. این فرودگاه در کشور ایالات متحده آمریکا قرار دارد و در ارتفاع ۵۴۵ متری از سطح دریا واقع شده‌است.